# Panthera onca palustris
A Onça-pintada-açu (Panthera onca palustris) foi proposta como a maior subespécie de onça-pintada, nativo da região do Pantanal da América do Sul, além da Argentina, antes de pesquisas posteriores não encontrarem evidências para diferentes subespécies de onça. Além do Brasil, o Pantanal faz parte da Bolívia e do Paraguai, populações onde o animal recebe a classificação de Panthera onca boliviensis e Panthera onca paraguensis.
As onças pertencentes a tal população são descritas como as maiores dentre onças-pintadas, com comprimentos totais de até 2,55 m, pesos médios de cerca de 110 kg e 80 kg para fêmeas.  Alguns machos tem peso superior a 135 kg. Inclusive um espécime que atingiu o peso de 155 kg, esboçando mais uma vez a enormidade desta subespécie. Estes animais se alimentam consistentemente de jacarés, capivaras, queixadas, e ocasionalmente fazem predação ao gado domesticado, sendo a população mais conhecido por fazê-lo.